# 제105기갑사단 (조선민주주의인민공화국)
근위 서울 류경수 제105땅크사단(近衛서울柳京守第105땅크師團)은 근위칭호가 부여된 조선민주주의인민공화국 조선인민군 육군의 기갑사단이다.
한국 전쟁 당시 남한의 수도인 서울에 처음으로 입성했던 전차 사단이다. 제105기갑사단은 김정일, 김정은이 자주 찾는 탱크 사단이기도 하다.

## 역사

### 초기

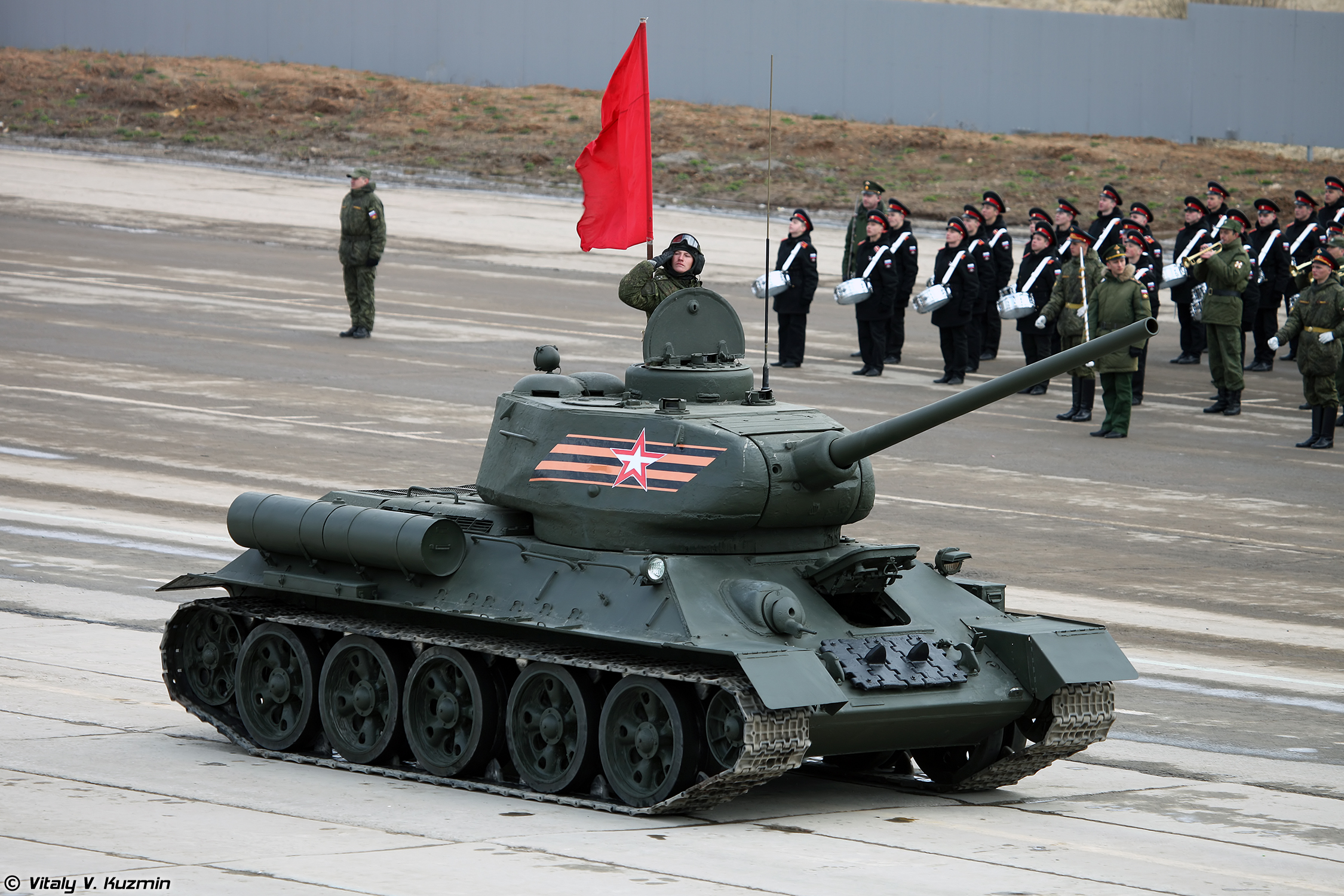
한국전쟁에서 활약한 러시아제 T-34-85 탱크

제105기갑사단의 근원은 1947년 5월 16일, 평양직할시 사동 호랑이골에서 창설된 조선인민군의 최초의 기갑부대인 제115전차연대에서 시작하였다. 조선인민군은 1948년 12월 군정기를 마치고 철수하는 소련군으로부터 T-34 전차 60대, 자주포 30대, 모터찌클 60대, 자동차 40대 등을 인수했다. 독소전쟁의 스탈린그라드 전투에 참전한 베테랑 조선인 병력 5,000여 명을 제115전차연대에 배속시켰고, 같은 해 5월 16일에 제105땅크여단으로 개편하였다.
- 제107전차연대
- 제203전차연대
- 제204전차연대
- 제208교도연대
- 제303기동정찰대
- 제206모터화보병연대
- 제506통신대대
- 공병대대
- 운수대대

각 전차연대는 36대 T-34 전차를, 제303기동정찰대는 모터지크 200대를 장비하였다.

### 한국 전쟁
인민군의 남침 작전계획인 '선제타격계획'은 2차 세계대전 당시 소련의 영웅 칭호를 받은 알렉산드르 바실렙스키 원수가 작성한 것이다.
6월 25일 새벽, 제105전차여단은 류경수 여단장이 지휘하지만, 독립여단으로 행동하지 않고, 예하 연대가 조선인민군 제1군단 소속 제1, 3, 4, 제6사단에 제203, 109, 107전차연대와 제206연대가 배속되어 진격하였다. 그중 제3, 4사단에 배속된 제107, 109전차연대는 미아리 방어선을 뚫고 남한 제7사단을 격파하였다. 3일 뒤, 6월 28일 새벽에 한강을 건너 서울시로 진입하였고, 제107연대 1대대장인 김영 소좌가 서울 중앙청에 인공기를 게양했다.
7월 5일, 부대는 서울을 점령한 공훈을 평가받아 조선인민군 최고사령관 김일성 수상으로부터 명예칭호로서 '서울'을 수여받았다. 그리고 7월 27일 조선민주주의인민공화국 최고인민회의 상임위원회 정령 제54호에 의하여 군사 명예부대 칭호인 '근위대' 칭호를 수여받고 "근위 서울제105땅크사단"으로 승격된다.
1952년 7월, 해체되었다.

### 현재
2001년 5월 23일 조선인민군 최고사령관 명령 제0089호에 따라 한국전쟁 당시 지휘관이었던 류경수의 공적을 기려 "근위 서울 류경수 제105땅크사단"으로 최종 명명되었다.
황해북도 곡산군에 있는 제820훈련소 혹은 제820전차군단에 배속되어 있는 것으로 알려져 있다.

## 기록
- 미아리 전투
- 동두천 전투

## 참고

### 인용
1. ↑  이현호 (2012년 1월 1일). “김정은, 첫 단독 공식활동은 탱크부대 시찰”. 2015년 4월 2일에 원본 문서에서 보존된 문서. 2015년 3월 14일에 확인함.
2. ↑  北김정일, 새해 들어 첫 군부대 시찰
3. ↑  신정원 (2009년 1월 3일). “김정일, 근위서울 류경수 제105탱크사단 방문…새해 첫 공개행보”. 뉴시스. 2015년 4월 2일에 원본 문서에서 보존된 문서. 2015년 3월 15일에 확인함.
4. ↑  조선중앙통신《정치상식 조선인민군 근위 서울류경수제105땅크사단》

### 자료
- “한국전쟁 시기 북괴군 (조선인민군) 주요 무기 체계-9 전차”. 대한민국 육군. 2015년 4월 2일에 원본 문서에서 보존된 문서. 2013년 5월 24일에 확인함.
- “105th Armor Division” (영어). globalsecurity.org. 2015년 3월 15일에 확인함.